# Whissendine
Whissendine is een civil parish in het bestuurlijke gebied Rutland, in het Engelse graafschap Rutland met 1253 inwoners.

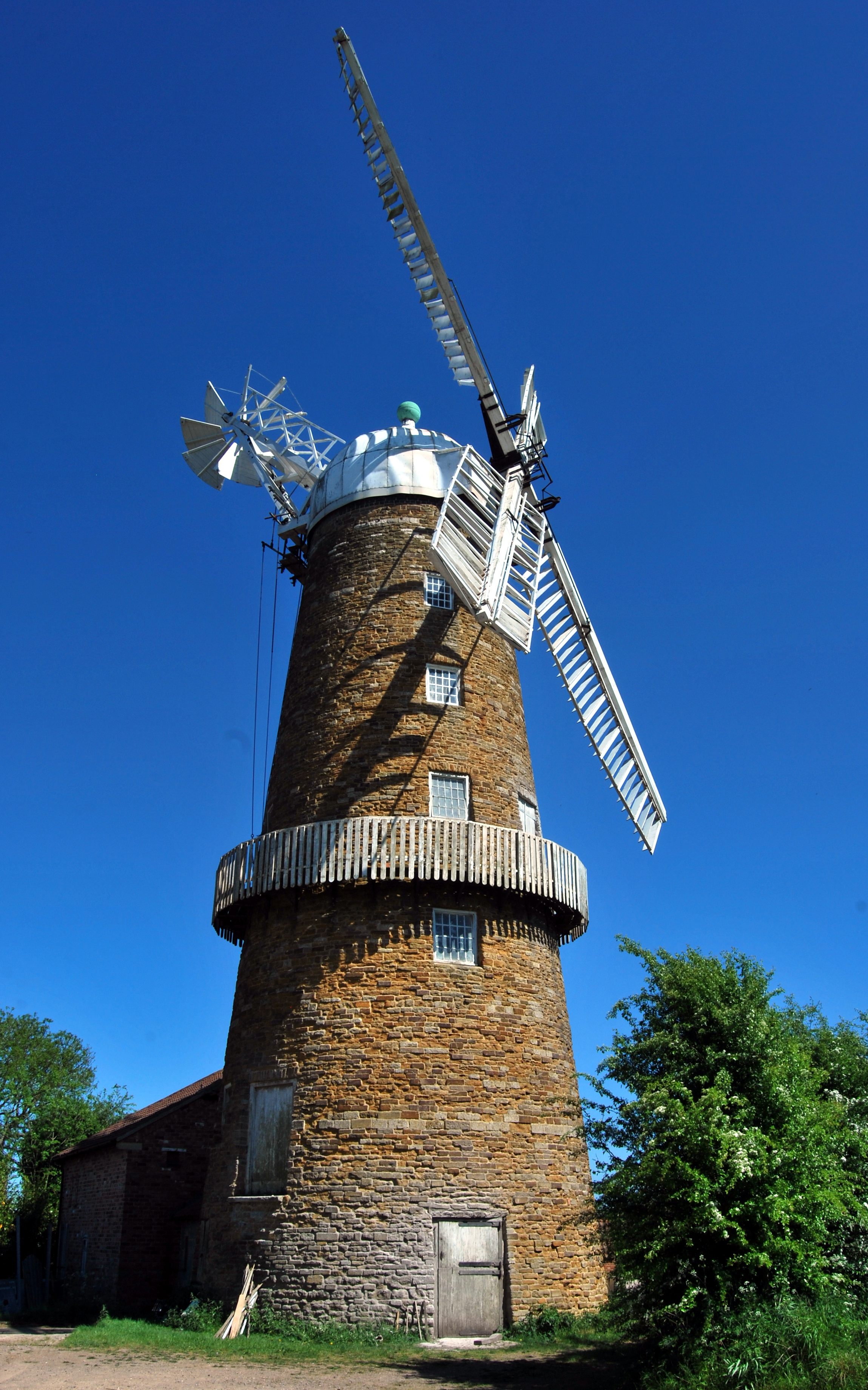
Windmolen in Whissendine